# 特務戇J之救國大業
《憨豆特工2》（英語：Johnny English Reborn）是一部2011年英美間諜動作喜劇電影，2003年电影《特務戇J》的续集，由奥利弗·帕克导演，罗温·阿特金森、吉莲·安德森、罗莎蒙·派克主演。本片2011年10月7日在英國上映，2011年10月28日美國上映。

## 剧情
英國軍情七處（MI7）情報員強尼·英格力因五年前的莫三比克任務出錯而被革職，獨自前往中國西藏修行，希望找回心中平靜，某日，英國秘密情報局給予強尼第二次機會，派他追查意圖暗殺中國總理的神祕組織。追查過程中，強尼發現KGB、CIA和自家機構各有一名神祕人物負責恐怖攻擊行動，為阻止暗殺行動，他必須即時揪出內鬼來達成任務。

## 演员
| 演員                                         | 角色                           | 備註 |
| 罗温·阿特金森 Rowan Atkinson                 | 強尼·英格力 Johnny English     | 英國特務組織「軍情七處」情報員，五年前於莫桑比克出任務時被「旋風黨」陷害而被革職，在電影開首被給予第二次機會，調查有關意圖暗殺中國總理的線索。 |
| 羅莎蒙·派克 Rosamund Pike                    | 凱特·桑莫 Kate Sumner          | 「軍情七處」行為心理學家，強尼的心儀對象，於結局成為其女友。初登場時對英格力的印象極差，但在英格力向柏梅拉匯報時的誠懇眼神使其相信有關「旋風黨」的情報，並偷偷於下班時間帶英格力到總部接受催眠，以憶起「旋風黨」的成員身份。在英格力被誣陷為「旋風黨」第三人時相信英格力的清白並將其藏於家中。在尾段鼓勵英格力抵抗替莫西林神經毒素的藥效，並在英格力失去生命跡象後向其表白和接吻使其再活過來。 |
| 吉蓮·安德森 Gillian Anderson                 | 帕梅拉·桑顿 Pamela Thornton    | 代號「飛馬」(Pegasus)，「軍情七處」處長。於電影開首召回英格力並試圖給予其一次機會，卻因英格力多次失誤而對其不滿，並在中段聽信了安布羅斯誤以為英格力是內鬼。在阿爾卑斯山脈舉行的中英會談中被斯萊特於其飲料中注射了替莫西林神經毒素，計劃操控其將中國總理殺害，卻誤打誤撞被英格力喝下，並因沒有利用價值而被斯萊特擊昏。尾段目睹英格力的英勇行為而將其提拔並申請將其再度封爵。 |
| 多米尼克·韋斯特 Dominic West                 | 西蒙·安布罗斯 Simon Ambrose    | 代號為「天字一號」(Agent One)，「軍情七處」的頂級特工，英格力的好友，實為「旋風黨」的首領兼三名核心成員之一，並在五年前策劃了莫桑比克總統暗殺案。電影中試圖再度策劃暗殺，以中國總理向平為暗殺目標，並將英格力誣陷為內鬼、轉移視線。在阿爾卑斯山脈舉行的中英會談中本打算將替莫西林神經毒素注射在柏梅拉的飲料中，卻誤打誤撞被英格力喝下，因此改而在控制室下達指令操控英格力殺害中國總理。尾段事敗後丟下助手斯萊特獨自逃走，卻被英格力追捕，雖在下山䌫車上的搏鬥佔了上風，而且英格力失足掉落車卡，卻遭英格力誤將T2地對空導彈當成防彈雨傘打開而發射並將其炸死。 |
| 丹尼尔·卡卢亚 Daniel Kaluuya                 | 科林·塔克 Colin Tucker         | 「軍情七處」的初級特工，被派往協助英格力，為人聰明冷靜，與英格力的反差極大。於電影中一直跟隨英格力到澳門、香港和倫敦出任務，在中段因發現安布羅斯和卡連科的深厚交情而對安布羅斯產生懷疑，卻不被英格力相信並將其革職反省。尾段因英格力發現了安布羅斯的真實身份後向其道歉而決定再度幫助英格力，二人遂一同前往阿爾卑斯山脈阻止安布羅斯的陰謀。 |
| 李察·席夫 Richard Schiff                     | 提斯·费雪 Titus Fisher         | 美國中央情報局探員，「旋風黨」的三名核心成員之一，並在五年前策劃了莫桑比克總統暗殺案。於電影初段良心發現背叛組織，並在香港的一所時鐘酒店內跟英格力和塔克會面，卻僅僅告訴了二人有關「旋風黨」的基本資料後便遭清潔工殺手狙擊槍殺，身上的旋風鑰匙亦被寧取走。 |
| 馬克·伊凡尼爾 Mark Ivanir                    | 阿爾特姆·卡連科 Artem Karlenko | 前蘇聯克格勃特工，後變節加入「軍情七處」擔任雙面間諜，在被發現殺害了一些得知其間諜身份的平民後被迫退休，現化名為謝爾蓋·普多夫金(Sergei Pudovkin)，於倫敦市郊經營一所名為「橡木會」的高爾夫球俱樂部。在電影初段英格力接受催眠時憶起他和費雪一起在莫桑比克出現過，於是英格力和塔克便前往其俱樂部進行調查，過程中卻遭安布羅斯派遣的清潔工殺手狙擊滅口，隨後在直昇機上傷重不治。 |
| 蒂姆.麦金利亚尼 Tim McInnerny                | 巴奇·奎特曼 Patch Quartermain  | 「軍情七處」的武器專家，在以往測試火箭鞋和爆炸門鈴時分別失去了雙腿和右手，並設計一台特製的輪椅代步。電影初段負責提供英格力前往香港出任務的工具，後於中段被安布羅斯誣陷為內鬼，並在英格力打算逮捕其時與其他特工將其包圍，卻被英格力用槍要脅搶走輪椅以逃離追捕。 |
| 約瑟芬·德拉波美 Joséphine de La Baume        | 馬德琳 Madeleine               | 「旋風黨」成員，安布羅斯的得力手下，身材性感曼妙。五年前於莫桑比克穿著比堅尼色誘英格力離開崗位，以製造空間暗殺參包總統。電影中參與了暗殺中國總理的計劃，先隨侍安布羅斯與黎志恆購買替莫西林神經毒素，隨後於阿爾卑斯山脈的碉堡中負責把風，在發現潜入的英格力和塔克後試圖色誘塔克並以刀脅持其，卻反遭其制服，最後於結尾被捕。 |
| 伯恩·戈曼 Burn Gorman                        | 斯萊特 Slater                  | 「軍情七處」特工，安布羅斯的得力手下，實為「旋風黨」成員。電影初段在費雪向「軍情七處」告密後聘請殺手暗殺卡連科和英格力，後隨侍於安布羅斯左右並替安布羅斯打點前往瑞士的行程。在阿爾卑斯山脈舉行的中英會談中負責將替莫西林神經毒素注射在柏梅拉的飲料中，卻誤打誤撞被英格力喝下。其因此將柏梅拉擊昏並將操縱的刺客改為英格力，然後與安布羅斯在控制室下達指令。尾段事敗後本欲與安布羅斯一同逃走，卻遭後者打昏並關在控制室內以免其拖後腿，最後被「軍情七處」特工逮捕。                                                                                            |
| 林碧笙 Pik-Sen Lim                           | 清潔工殺手 The Killer Cleaner  | 以一柄改裝成吸塵機的狙擊槍為主要武器的老年亞裔女殺手，受僱於安布羅斯替「旋風黨」辦事。電影中先在香港殺掉叛變的費雪，隨後在倫敦殺害已被「軍情七處」盯上的卡連科，並多次試圖暗殺負責調查的英格力但均以失敗告終。於結尾試圖趁英格力在白金漢宫受勳暗殺其時被御林軍制服並逮捕。 |
| 喬貝勒丁 Châu Belle Dinh                     | 寧 Ling                        | 身手不凡的年輕亞裔男殺手，受僱於安布羅斯替「旋風黨」辦事。電影中先在澳門殺掉費雪的手下，隨後在香港負責取走費雪手中的旋風鑰匙，卻被英格力發現並追捕制服。 |
| 黃凱旋 Benedict Wong                         | 黎志恆 Chi Han Ly              | 黑市商人，電影中段以五億美金把替莫西林神經毒素賣給安布羅斯。 |
| 陳路寶 Lobo Chan                             | 向平 Xiang Ping                | 中國總理，「旋風黨」的暗殺目標。 |
| 威爾·歐喬 Wale Ojo                           | 參包總統 President Chambal     | 前莫桑比克總統，數年前被「旋風黨」暗殺。 |
| 克里斯·贾曼 Chris Jarman                     | 米高.谭贝 Michael Tambe        | 參包總統的近身保鑣，五年前的莫桑比克暗殺案中被旋風黨以替莫西林神經毒素操控，並將參包總統射殺。 |
| 斯蒂芬.坎贝尔.摩尔 Stephen Campbell Moore    | 首相 Prime Minister            | 英國首相。 |
| 伊川東吾 Togo Igawa                          | 皇庭 Ting Wang                 | 西藏喇嘛，「軍情七處」的潜伏探員，英格力的師父。 |
| 伊莎貝拉·布萊克·托馬斯 Isabella Blake-Thomas | 伊絲·桑顿 Izzy Thornton        | 帕梅拉的女兒。 |
| 車保羅                                       | 澳門線人                       | 費雪的手下，負責通知「軍情七處」費雪的藏匿地點，於澳門賭場中被寧用毒針殺害。 |
| 利沙華                                       | 澳門賭場賭客                   | 於澳門賭場中被強尼誤認為線人。 |
| 本·米勒 Ben Miller                           | 安格斯.博 Angus Bough          | 「軍情七處」特工，前作特務戆J中英格力的助手，原計劃於本集客串，但最終其鏡頭被刪除。博於續集特務戇J：神級歸位則正式回歸並再度擔任主要角色。 |

## 製作

### 取景地點
電影於英國倫敦、瑞士、香港的重慶大廈及油麻地避風塘，以及澳門的新葡京娛樂場拍摄。

## 反響

### 專業評價
爛番茄新鮮度39%，基於88條評論，平均分為4.8/10，而在Metacritic上得到46分，IMDB上得6.3分，口碑以負評為主。

### 票房
| 上一届： 《喜愛夜蒲》 | 2011年香港一週票房冠軍 第39-40週 | 下一届： 《鐵甲鋼拳》 |

## 續集
2017年5月宣佈，《特務戇J：神級歸位》將於2018年10月上映。